# Landtagswahl in Liechtenstein 1945
Die Landtagswahl in Liechtenstein 1945 fand am 29. April 1945 statt und war die reguläre Wahl der Legislative des Fürstentums Liechtenstein. Hierbei wurden alle 15 Abgeordneten des Landtags des Fürstentums Liechtenstein in den beiden Wahlkreisen Ober- und Unterland vom Landesvolk gewählt.
- FBP: 8
- VU: 7

## Wahlergebnis
| Partei                              | Stimmen  | Stimmen   | Stimmen   | Stimmen       | Sitze    | Sitze     | Sitze     |
| ----------------------------------- | -------- | --------- | --------- | ------------- | -------- | --------- | --------- |
| Partei                              | Oberland | Unterland | insgesamt | Stimmenanteil | Oberland | Unterland | insgesamt |
| Fortschrittliche Bürgerpartei (FBP) | 901      | 652       | 1553      | 54,7 %        | 4        | 4         | 8         |
| Vaterländische Union (VU)           | 972      | 313       | 1285      | 45,2 %        | 5        | 2         | 7         |